# Château Beychevelle
Le château Beychevelle, est un domaine viticole de 250 ha dont 90 ha de vignes, situé à Saint-Julien-Beychevelle en Gironde. Localisé dans l'AOC saint-julien, il est classé quatrième grand cru au classement de 1855.

## Histoire du domaine

### Fondation et essor du domaine

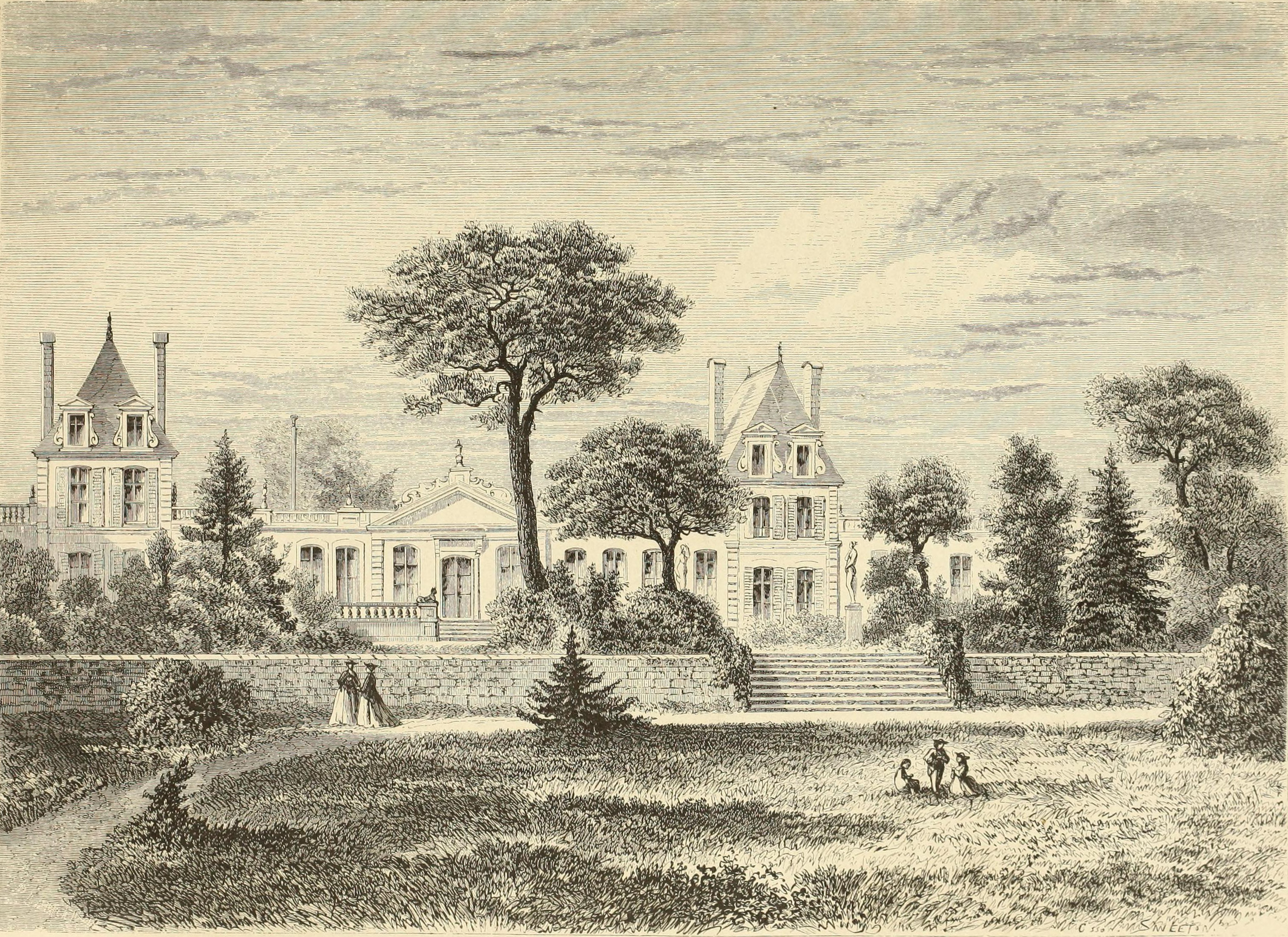
Illustration du Château Beychevelle en 1838.

Le premier château a été construit en 1565 par l'évêque François de Foix-Candale. Sa nièce en hérite et épouse Jean Louis Nogaret de la Valette, premier duc d'Épernon, grand amiral de France et mignon du roi Henri III, et surtout gouverneur de Guyenne. Il devient alors propriétaire des lieux au début du XVIIe siècle. Son pouvoir dans la région est tel que les bateaux qui passaient devant le domaine devaient affaler les voiles en signe d'allégeance, donnant le nom au domaine de « Baisse voile », qui deviendra Beychevelle et donnera l'emblème du domaine.
Le château est réédifié en chartreuse en 1757 par le marquis de Brassier de Brudot, nouveau propriétaire de la propriété. La famille de Brassier, baron de Beychevelle, donne ses premières lettres de marque au vin de Beychevelle au cours du XVIIIe siècle. Cette famille ayant émigré lors de la Révolution de 1789, leurs biens, dont cette propriété furent confisqués, au profit de la Nation.
Ensuite Mme de Saint-Hérem, née Brassier, peut le racheter mais le vend en 1801 au riche armateur bordelais et « roi de la Course », Jacques Conte, qui le vend en 1825 à un de ses petits-neveux, Pierre-François Guestier qui fait aménager des écuries. 

En 1874, la propriété est acquise par le banquier Armand Heine (de), qui fait rajouter une aile au château et rénover les chais. Ces travaux sont confiés à l'architecte bordelais Henri Duphot,,.

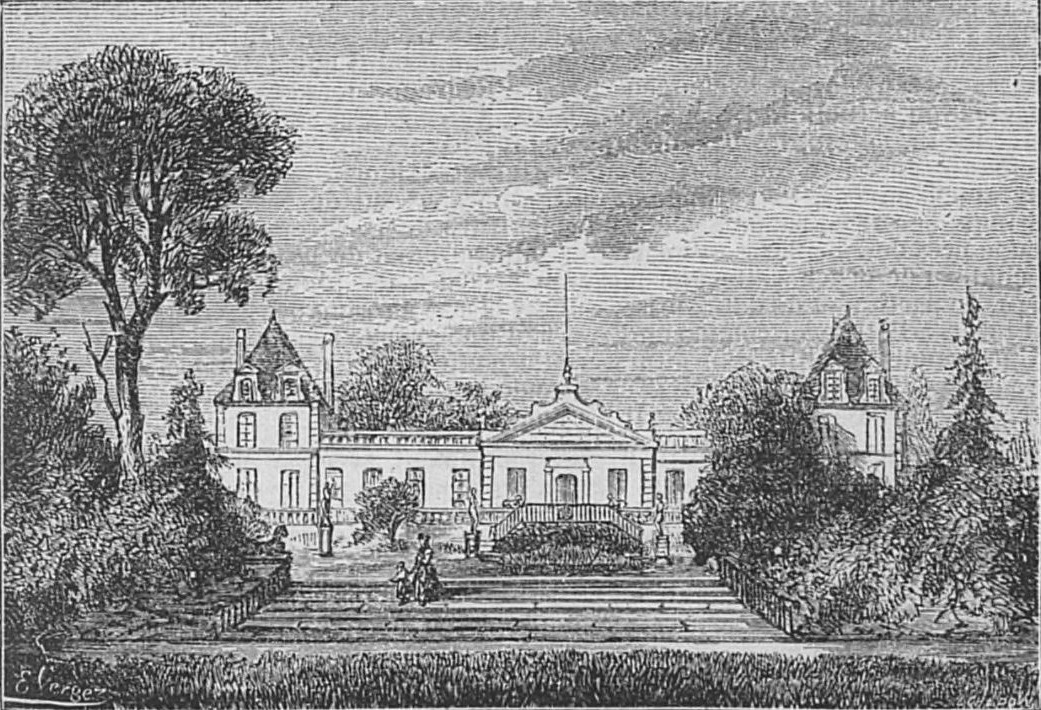
Illustration du Château Beychevelle en 1898.

### Période Achille Fould
Sa fille, Marie-Louise, épouse Charles Armand Achille Fould (1861-1926), petit-fils d'Achille Fould. C'est alors que sur un siècle la famille Achille-Fould dès 1890, et sur trois générations avec notamment Aymar Achille-Fould, sera à l'origine du prestige de Beychevelle. 
En 1977, la salle centrale de la demeure conserve une table en console de style de Louis XV offerte à Achille Marcus Fould par Napoléon III.

### Période contemporaine
En 1986 à la mort d'Aymar Achille-Fould, la GMF et Suntory rachètent l'ensemble du domaine à la famille Achille-Fould.
Le directeur technique du domaine Philippe Blanc est recruté en 1995. Le domaine est restauré dans les années 2000 dans son classicisme d'origine. 
Depuis 2011, les propriétaires du château sont le Groupe Castel à 50 % et le groupe japonais Suntory à 50%. Un nouveau chai est inauguré en 2016.

## Terroir et vigne
Le domaine, qui s'étend sur 90 hectares, se situe sur des sols de graves garonnaises profondes. Les vignes d'une moyenne d'âge de 35 ans sont plantées à une très forte densité de 10 000 pieds/ha. L'encépagement est à 62 % cabernet-sauvignon, 31 % merlot, 6 % cabernet franc et 2 % petit verdot.
En 2008, 1/3 des cultures du domaine passe sous un mode de gestion d'agriculture biologique.

## Vins
Château Beychevelle est un saint-julien classique élevé 18 mois en barriques de chêne renouvelées à 70% chaque année. Souplesse des tannins, élégance et puissance du fruit le caractérise.
Beychevelle produit également un second vin appelé « Amiral de Beychevelle » et un haut-médoc « Brulières de Beychevelle ».

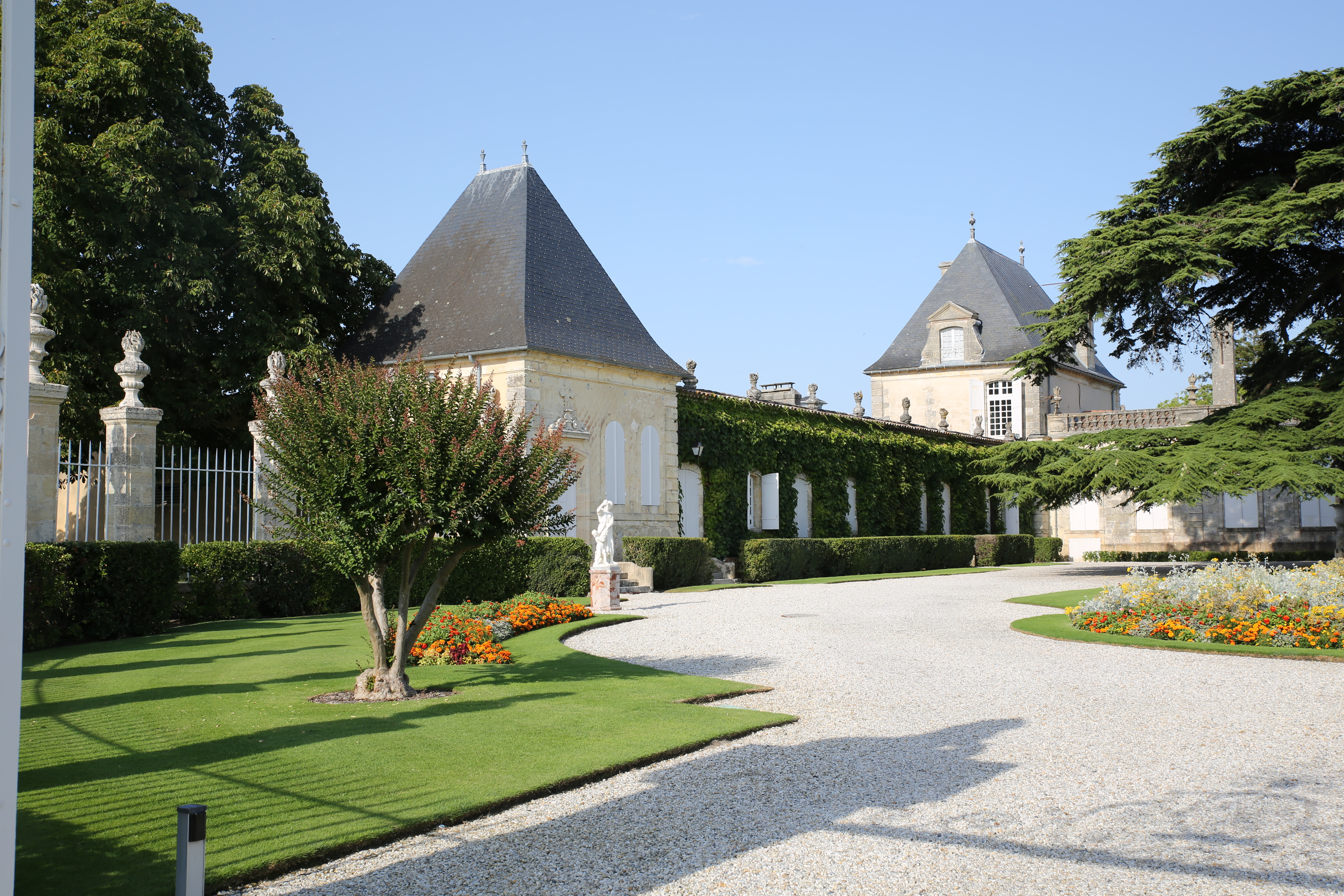
Aile du château.
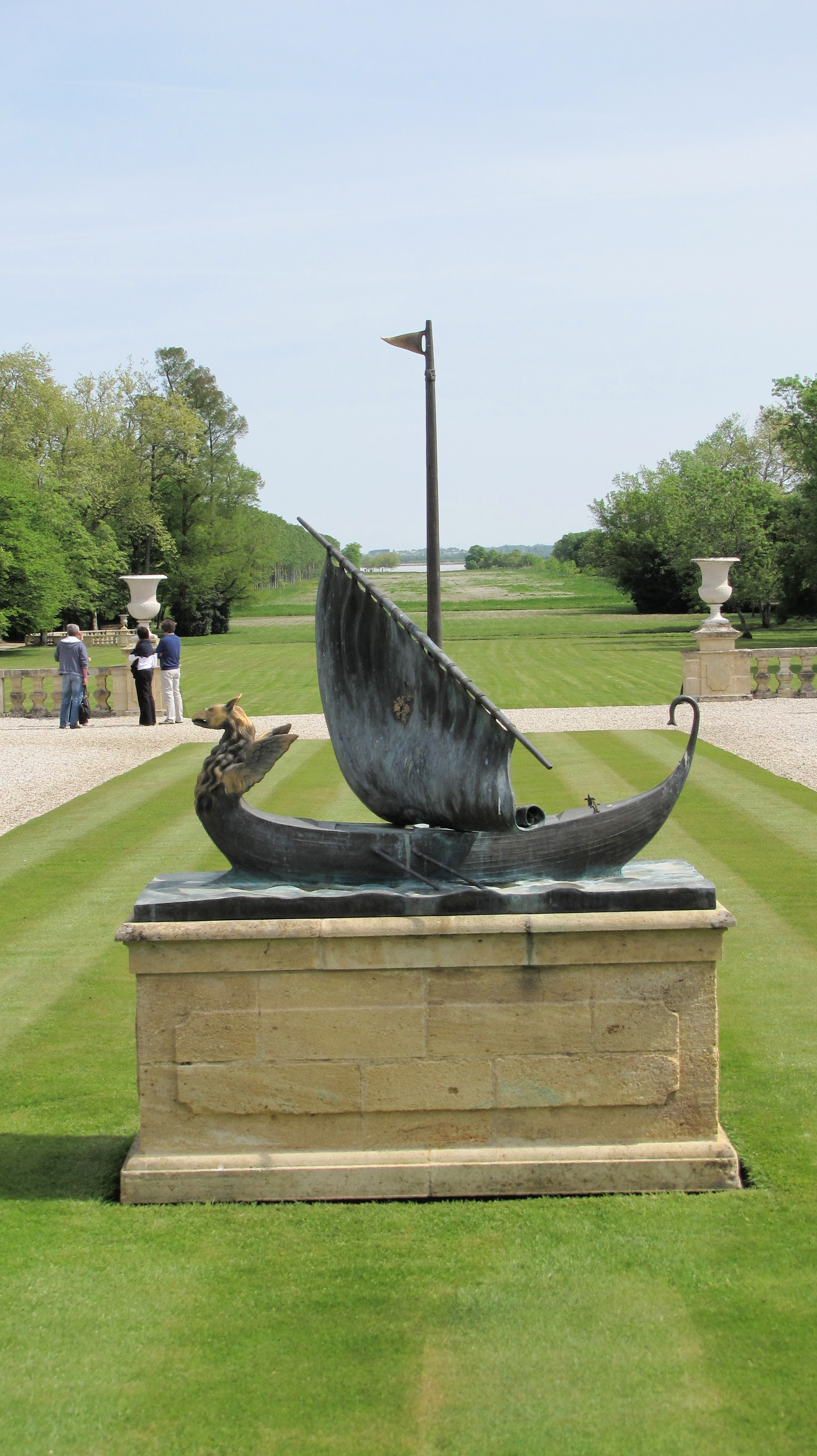
Sculpture du symbole de Beychevelle (« baisse tes voiles ») dans le parc du château.
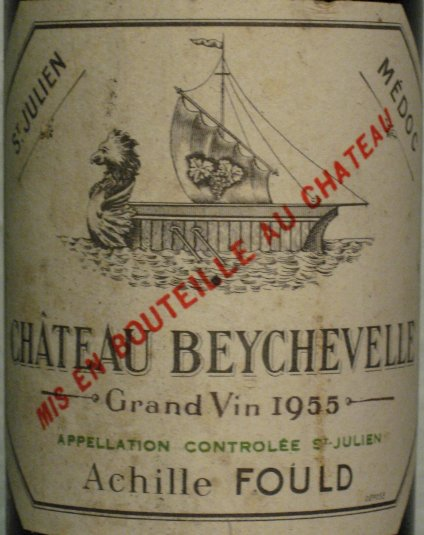
Étiquette de Beychevelle 1955.